# Maggie (filament d'hydrogène)
Pour les articles homonymes, voir Maggie.
Maggie est le nom donné au plus grand filament d'hydrogène à avoir été observé dans la Voie lactée, il se situerait à 55000 années-lumière de la Terre. Maggie a été découvert en 2022 par une équipe d'astronomes reliée à l'institut Max-Planck.

## Nom de Maggie
Il a été nommé pour la première fois par l'astronome colombien Juan D. Soler, un astrophysicien affilié à l'Istituto Nazionale di Astrofisica à Rome, en Italie. Il l'a nommé d'après le plus long fleuve de son pays natal, le río Magdalena (anglicisé : Margaret, ou Maggie). Les astronomes ont découvert le nuage dans le cadre de l'étude de la ligne HI/OH/recombinaison de la Voie lactée (THOR). Il a été décrit pour la première fois en décembre 2021 dans la revue Astronomy & Astrophysics.

## Propriétés physiques

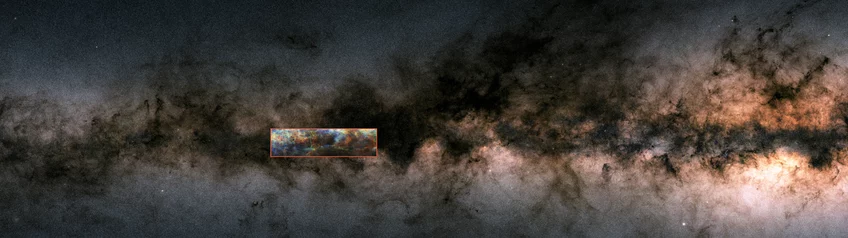
Position de Maggie dans la Voie lactée

Selon l'équipe de chercheurs de l'institut Max Planck, le filament mesure plus de 3 900 al de long et 130 al d'épaisseur et Maggie se situerait à 55 000 al du système solaire. Il s'agit d'une taille exceptionnelle pour un filament galactique. Sa détection a été facilitée de par son emplacement un peu particulier. Maggie est situé à 1 600 al sous le plan galactique, ce qui lui permet de se distinguer, les chercheurs ont pu déterminer qu'il s'agit bien d'un unique filament car les différentes parties qui le composent ont une vélocité quasi similaire. Le filament est composé en partie d'hydrogène atomique mais il contient aussi une petite fraction d'hydrogène moléculaire, ce qui pourrait avoir des implications intéressantes quant au processus de formation des étoiles. Les nuages les plus denses, ceux qui finissent par donner naissance aux étoiles sont constitués d'hydrogène moléculaire, cela signifie que le gaz y est présent sous la forme de molécule simple constituée chacune de deux atomes d'hydrogène,. Le processus qui permet de passer de nuage atomique à des nuages moléculaire n'est pas encore bien compris mais dans l'immense filament qui vient d'être découvert, les régions où le processus a lieu ont peut-être été découvertes,. Au sein du filament, le gaz semble avoir des régions de convergence où la densité de l'hydrogène finit donc par augmenter, c'est dans ces régions que les atomes d'hydrogène pourraient se combiner en molécules. Comme sc sont les régions les plus denses, elles sont aussi celles qui ont le plus de chances de donner naissance à de nouvelles étoiles,. Le filament qui a été nommé "Maggie" fournira un point d'étude pour tester ces hypothèses, il pourrait être observé plus en détail avec de puissants radiotélescopes tels que le ATCA ou avec des télescopes plus conventionnels comme le JWST,.